# Christopher Wylie
Christopher Wylie (18 giugno 1989) è un informatico canadese.
E' un whistleblower che ha lavorato presso Cambridge Analytica, una società di consulenza politica guidata da Alexander Nix che nel 2018, ha rilasciato una cache di documenti che hanno provocato lo scandalo dei dati di Facebook-Cambridge Analytica, fornendo al Guardian documenti che descrivevano il funzionamento segreto dietro Cambridge Analytica. I documenti erano incentrati sul presunto possesso non autorizzato di Cambridge Analytica di dati personali privati di 87 milioni di account di utenti Facebook che è stato ottenuto allo scopo di creare campagne pubblicitarie digitali mirate. basate su profili psicologici e di personalità estratti .
Le rivelazioni di Wylie hanno innescato indagini governative su entrambe le sponde dell'Atlantico e hanno sollevato ampie preoccupazioni sulla privacy. È apparso nel documentario del 2019 The Great Hack ; nel 2019 è stato pubblicato anche il suo libro "Il mercato del consenso. Come ho creato e poi distrutto Cambridge Analytica".
Wylie è stato incluso nella rivista Time nelle 100 persone più influenti del 2018.

## Primi anni di vita
Wylie è nato da Kevin Wylie e Joan Carruthers, entrambi medici. È cresciuto a Victoria, British Columbia.  Da bambino gli è stata diagnosticata la dislessia e l'ADHD, e ha trascorso dai 12 ai 18 anni su una carrozzella per una malattia motoria rara . A 14 anni fa coming out rivelandosi omosessuale. A scuola viene bullizzato e trova conforto solo isolandosi nella sala dei computer, la sua passione.
Dopo aver lasciato la scuola, Wylie si è trasferito a Ottawa nel 2005, dove ha iniziato a fare volontariato politico nel Liberal Party del Canada, e date le sue abilità informatiche ha ottenuto un lavoro nell'ufficio del leader dell'opposizione canadese, Michael Ignatieff,  all'età di 17 anni.
Nel 2008, si è offerto volontario nella campagna presidenziale di Barack Obama, imparando a conoscere il microtargeting dal consigliere della campagna di Obama, Ken Strasma .
Nel 2010, all'età di 20 anni, ha iniziato a studiare giurisprudenza alla London School of Economics, laureandosi con un LLB nel 2013, specializzandosi in tecnologia, media e diritto della proprietà intellettuale, e ricevendo il Dechert Prize for Property Law. Durante il suo periodo da studente, aveva lavorato come stratega di microtargeting e campagne digitali per i Liberal Democratici nel Regno Unito,  Nel 2013 si è iscritto a un dottorato di ricerca in previsione delle tendenze della moda presso l'Università delle arti di Londra, ma successivamente ha abbandonato quando lavorava per SCL Elections. Successivamente ha conseguito un master in gestione politica presso la George Washington University di Washington DC
Nel 2013, Wylie ha iniziato a lavorare come appaltatore per SCL Group,  una società privata di consulenza strategica informale per servizi di intelligence o forze armate, in progetti di guerra psicologica che i governi non potevano attuare ufficialmente, diventando presto il tecnico informatico principale .
Nel 2014 SCL Group fonda, tramite un investimento di 15 milioni di dollari del magnate Robert Mercer, una consociata americana,  Cambridge Analytica, per progetti da attuare negli Stati Uniti.
Il ruolo di Wylie in SCL è stato rivelato per la prima volta nel maggio 2017 dalla giornalista di The Observer Carole Cadwalladr, che ha scritto che "è stato lui a portare dati e micro-targeting [messaggi politici individualizzati] a Cambridge Analytica". Descrivendo il suo ruolo di "direttore della ricerca" dell'azienda, Wylie ha collaborato con l' accademico dell'Università di Cambridge Aleksandr Kogan per utilizzare i dati personali di 87 milioni di persone dai loro profili Facebook e ha utilizzato i dati per sviluppare nuove forme di microtargeting psicografico .
Durante la sua permanenza in SCL, Wylie ha lavorato anche per candidati repubblicani americani affiliati all'ala " Tea Party " del partito nelle elezioni degli Stati Uniti del 2014 ; e ha testato le strategie manipolatorie con diverse campagne di disinformazione per partiti politici in Stati senza controlli come Nigeria, Kenya, Ghana, Trinidad e Tobago e Caraibi . Il lavoro di ricerca di Wylie includeva il lavoro di verifica dei messaggi per Steve Bannon sulla costruzione di un muro al confine tra America e Messico.
Wylie ha smesso di lavorare con SCL nel 2014 per fondare la sua azienda, Eunoia Technologies.
Dopo aver lasciato SCL nel 2014, Wylie ha portato con sé diverse centinaia di pagine di documenti aziendali sensibili, insieme a una copia del set di dati completo di Facebook di 87 milioni di persone.

## Eunoia Technologies, 2014-17
Nel 2014, Wylie ha co-fondato Eunoia Technologies insieme all'ex staff senior di SCL / Cambridge Analytica Brent Clickard, Mark Gettleson e Tadas Jucikas.  Nel descrivere le sue ambizioni per lo sviluppo di Eunoia, Wylie ha dichiarato: "Voglio costruire il sogno bagnato della NSA ".  Eunoia Technologies è stata criticata per le simili tattiche di profilazione psicografica utilizzate da Cambridge Analytica,   utilizzando lo stesso set di dati condiviso da Alexander Kogan .
Eunoia Technologies Ltd è stata liquidata volontariamente nell'ottobre 2017 con conti aperti fino al 31 maggio 2016.

### Campagna referendaria dell'UE, 2016
Wylie ha ripetutamente negato di aver avuto alcun coinvolgimento nel referendum sull'Unione Europea del Regno Unito del 2016, descrivendosi come "Un euroscettico, ma non mi definirei un Brexiteer",

## Whistleblower
Il 18 marzo 2018, Wylie ha rilasciato una serie di interviste dettagliate a The Observer con rivelazioni sul suo tempo a SCL / Cambridge Analytica, presentandosi come un "whistleblower". Successivamente ha fornito testimonianze e materiali a una serie di inchieste e legislature in tutto il mondo, e le sue rivelazioni sono state determinanti nel chiarimento degli aspetti subdoli di Cambridge Analytica. Wylie ha ammesso di essere stata la principale fonte anonima per un articolo di The Observer del maggio 2017 di Carole Cadwalladr, che per primo ha attirato l'attenzione su Cambridge Analytica. Cadwalladr ha successivamente raccontato come aveva rintracciato Wylie tramite LinkedIn all'inizio del 2017 e aveva trascorso un anno a convincerlo a rendere pubbliche le sue accuse.
Il 27 marzo 2018, Wylie ha fornito prove al Comitato Digitale, Cultura, Media e Sport del Parlamento del Regno Unito che contenevano ulteriori rivelazioni sulle pratiche di Cambridge Analytica e delle sue società associate.
In riferimento alla sua attività lavorativa in CA, dichiara a pag 187 nel suo libro:<<Le mie azioni sono state ingiustificabili e vivrò per sempre nella vergogna>>.
Il 1 ° dicembre 2018, Wylie è stata assunto da H&M come direttore consulente della ricerca.

## Autobiografia
- Christopher Wylie, Il mercato del consenso: come ho creato e poi distrutto Cambridge Analytica, Milano, Longanesi, 2020, ISBN 9788830455368.